# Dalatias licha
Dalatias licha é uma espécie de peixe pertencente à família Dalatiidae.
A autoridade científica da espécie é Bonnaterre, tendo sido descrita no ano de 1788.

## Portugal
Encontra-se presente em Portugal, onde é uma espécie nativa.

## Descrição
Trata-se de uma espécie marinha. Atinge os 182 cm de comprimento total nos indivíduos do sexo masculino.